# Viktor Alonen
Viktor Alonen (Viljandi, 21 marzo 1969) è un ex calciatore estone, di ruolo difensore o centrocampista.

## Caratteristiche tecniche
Mediano, può ricoprire anche il ruolo di difensore o quello di interno di centrocampo.

## Palmarès

### Club

#### Competizioni nazionali
- Campionato estone: 5

Flora Tallinn: 1993-1994, 1994-1995, 1997-1998, 1998, 2001
- Coppa d'Estonia: 2

Flora Tallinn: 1994-1995, 1997-1998
- Supercoppa d'Estonia: 1

Flora Tallinn: 1998